# 15111 Winters
15111 Winters eller 2000 CY92 är en asteroid i huvudbältet som upptäcktes den 6 februari 2000 av LINEAR i Socorro County, New Mexico. Den är uppkallad efter Marlene K. Winters.
Asteroiden har en diameter på ungefär 3 kilometer.